# استلیوس هوجی-یانو
استلیوس هوجی-یانو (به یونانی: Στέλιος Χατζηιωάννου) (زاده ۱۹۶۷) کارآفرین، بازرگان و مدیر ارشد اجرایی یونانی است، که در سال ۱۹۹۵ شرکت هواپیمایی ایزی‌جت را در شهر لندن، در کشور بریتانیا تأسیس کرد.